# Bruno's Magpies FC
Football Club Magpies, také FC Magpies, je gibraltarský fotbalový klub, který hraje Gibraltar Football League, nejvyšší soutěž na Gibraltaru a Rock Cup. Dne 1. června 2025 došlo k fúzi s Calpe City a vznikl nový klub, který bude hrát od sezóny 2026/2027.

## Dějiny
Klub byl založen v roce 2013 jako Football Club Bruno's Magpies. V prvních dvou sezónách se klub umístil v polovině tabulky Gibraltar Second Division. 
Později se klub přejmenoval na FCB Magpies.
Dne 6. dubna 2025 klub oznámil fúzi s Calpe City, vzniklý Calpe City Magpies zahájil činnost dne 1. června 2025, bude soutěžit ale až o rok později, což znamená, že klub bude hrát v evropských soutěžích.